# Gorgonidia garleppi
Gorgonidia garleppi är en fjärilsart som beskrevs av Druce 1898. Gorgonidia garleppi ingår i släktet Gorgonidia och familjen björnspinnare. Inga underarter finns listade i Catalogue of Life.